# Distrito de Nitra
El distrito de Nitra (en eslovaco Okres Nitra) es una unidad administrativa (okres) de Eslovaquia Occidental, situado en la región de Nitra, con 30 841 habitantes (en 2001) y una superficie de 584 km². Su capital es la ciudad de Nitra, que además es la capital de la región.

## Demografía
| Año        | 1994    | 2004    | 2014    | 2024    |
| ---------- | ------- | ------- | ------- | ------- |
| Población  | 162 491 | 163 764 | 160 241 | 164 577 |
| Diferencia |         | +0,78 % | −2,15 % | +2,70 % |

| Año        | 2023    | 2024    |
| ---------- | ------- | ------- |
| Población  | 164 820 | 164 577 |
| Diferencia |         | −0,14 % |

## Ciudades (población año 2017)
- Nitra 77 048
- Vráble 8656

## Municipios
- Alekšince 1663
- Báb 1117
- Babindol 743
- Bádice 349
- Branč 2233
- Čab 789
- Cabaj-Čápor4226
- Čakajovce 1165
- Čechynce 1203
- Čeľadice 993
- Čifáre 607
- Dolné Lefantovce 603
- Dolné Obdokovce 1169
- Golianovo 1743
- Horné Lefantovce 901
- Hosťová 377
- Hruboňovo 519
- Ivanka pri Nitre 2673
- Jarok 2018
- Jelenec 2103
- Jelšovce 1022
- Kapince 187
- Klasov 1372
- Kolíňany 1582
- Lehota 2217
- Lúčnica nad Žitavou 914
- Ľudovítová 242
- Lukáčovce 1164
- Lužianky 2978
- Malé Chyndice 381
- Malé Zálužie 265
- Malý Cetín 411
- Malý Lapáš 894
- Melek 459
- Mojmírovce 2888
- Nitrianske Hrnčiarovce 2083
- Nová Ves nad Žitavou 1357
- Nové Sady 1289
- Paňa 360
- Podhorany 1089
- Pohranice 1071
- Poľný Kesov 660
- Rišňovce 2075
- Rumanová 824
- Štefanovičová 356
- Štitáre 920
- Šurianky 598
- Svätoplukovo 1340
- Tajná 278
- Telince 420
- Veľká Dolina 663
- Veľké Chyndice 314
- Veľké Zálužie 4208
- Veľký Cetín 1582
- Veľký Lapáš 1495
- Vinodol 1972
- Výčapy-Opatovce 2214
- Zbehy 2242
- Žirany 1361
- Žitavce 380